# دبورا جیمز
دیم دبورا ان جیمز (انگلیسی: Dame Deborah Anne James؛ ۱ اکتبر ۱۹۸۱ – ۲۸ ژوئن ۲۰۲۲) روزنامه‌نگار، مؤلف، پادکست‌ساز، معلم، و ستون‌نویس اهل بریتانیا بود. وی بین سال‌های ۲۰۱۷ تا ۲۰۲۲ میلادی فعالیت می‌کرد.